# Ликания
Ликания (лат. Licania) — род растений семейства Хризобалановые. Представители рода — маленькие деревья и кустарники, распространённые в Южной и Центральной Америке. Заросли этих растений появляются на месте вырубленных лесов. Плодами ликаний питаются различные виды животных. Съедобны они также и для человека. Несколько видов культивируются, как декоративные растения.

## Виды
По информации базы данных The Plant List, род включает 219 видов:
- Licania alba (Bernoulli) Cuatrec.
- Licania cardiophylla Prance
- Licania discolor Pilg.
- Licania ferreirae Prance
- Licania glauca Cuatrec.
- Licania hirsuta Prance
- Licania incana Aubl.
- Licania krukovii Standl.
- Licania littoralis Warm.
- Licania mexicana Lundell
- Licania nitida Hook.f.
- Licania oblongifolia Standl.
- Licania piresii Prance
- Licania rigida Benth. — Ликания жёсткая, или Ойтисика
- Licania savannarum Prance
- Licania triandra Mart. ex Hook.f.
- Licania velutina Prance